# Parwa liga 2021/22
Die Parwa liga 2021/22 (offiziell: efbet Liga nach dem Ligasponsor Efbet) war die 98. Saison der höchsten bulgarischen Fußballspielklasse und die sechste unter dem reformierten Modus der Parwa liga (dt. Erste Liga). Im Unterschied zu den vorherigen Jahren und im Zusammenhang mit der geplanten Vergrößerung der Liga auf 16 Vereine stieg nur der Klub auf Platz 14 ab, während der Vorletzte gegen den Vierten aus der Wtora liga im Relegationsspiel antrat.
Die Saison begann am 23. Juli 2021 und endete am 23. Mai 2022.

## Mannschaften
| Team                | Stadt        | Heimstadion                   | Kapazität |
| ------------------- | ------------ | ----------------------------- | --------- |
| Arda Kardschali     | Kardschali   | Arena Arda                    | 15.000    |
| Beroe Stara Sagora  | Stara Sagora | Beroe-Stadion                 | 13.500    |
| Botew Plowdiw       | Plowdiw      | Christo-Botew-Stadion         | 22.000    |
| Botew Wraza         | Wraza        | Christo-Botew-Stadion         | 12.000    |
| Lewski Sofia        | Sofia        | Georgi-Asparuchow-Stadion     | 29.200    |
| Lokomotive Plowdiw  | Plowdiw      | Lokomotiw-Stadion             | 10.800    |
| Lokomotive Sofia    | Sofia        | Lokomotiw-Stadion             | 22.000    |
| Ludogorez Rasgrad   | Rasgrad      | Arena Ludogorez               | 10.422    |
| Pirin Blagoewgrad   | Blagoewgrad  | Christo-Botew-Stadion         | 07.500    |
| Slawia Sofia        | Sofia        | Owtscha-Kupel-Stadion         | 25.556    |
| Tscherno More Warna | Warna        | Titscha-Stadion               | 12.000    |
| Zarsko Selo Sofia   | Sofia        | Zarsko-Selo-Sportkomplex      | 01.550    |
| ZSKA Sofia          | Sofia        | Balgarska-Armija-Stadion      | 22.015    |
| ZSKA 1948 Sofia     | Sofia        | Wassil-Lewski-Nationalstadion | 44.000    |

## Reguläre Saison
Die 14 Vereine spielten zunächst in einer Doppelrunde die reguläre Saison aus. Diese Tabelle diente als Grundlage für die Qualifikation zu verschiedenen Platzierungsrunden. Die sechs bestplatzierten Vereine erreichten die Meisterschaftsrunde, die Teams auf den Plätzen sieben bis zehn spielten in den UEFA-Europa-Conference-League-Playoffs um einen möglichen internationalen Startplatz, während die Mannschaften auf den Plätzen elf bis vierzehn in die Abstiegsrunde gingen, um den Relegationsteilnehmer und die Absteiger zu ermitteln.

### Abschlusstabelle
| Pl. | Verein                | Sp. | S  | U | N  | Tore    | Diff. | Punkte |
| --- | --------------------- | --- | -- | - | -- | ------- | ----- | ------ |
| 1.  | Ludogorez Rasgrad (M) | 26  | 21 | 1 | 4  | 064:230 | +41   | 64     |
| 2.  | ZSKA Sofia (P)        | 26  | 15 | 7 | 4  | 039:250 | +14   | 52     |
| 3.  | Botew Plowdiw         | 26  | 13 | 7 | 6  | 039:250 | +14   | 46     |
| 4.  | Tscherno More Warna   | 26  | 12 | 9 | 5  | 035:180 | +17   | 45     |
| 5.  | Lewski Sofia          | 26  | 12 | 6 | 8  | 033:250 | +8    | 42     |
| 6.  | Slawia Sofia          | 26  | 9  | 9 | 8  | 030:260 | +4    | 36     |
| 7.  | Lokomotive Plowdiw    | 26  | 9  | 7 | 10 | 030:350 | −5    | 34     |
| 8.  | Beroe Stara Sagora    | 26  | 9  | 5 | 12 | 023:270 | −4    | 32     |
| 9.  | ZSKA 1948 Sofia       | 26  | 8  | 6 | 12 | 036:370 | −1    | 30     |
| 10. | Arda Kardschali       | 26  | 7  | 8 | 11 | 027:340 | −7    | 29     |
| 11. | Pirin Blagoewgrad (N) | 26  | 7  | 6 | 13 | 034:410 | −7    | 27     |
| 12. | Lokomotive Sofia (N)  | 26  | 6  | 7 | 13 | 022:420 | −20   | 25     |
| 13. | FC Botew Wraza        | 26  | 5  | 7 | 14 | 023:480 | −25   | 22     |
| 14. | Zarsko Selo Sofia     | 26  | 3  | 7 | 16 | 015:360 | −21   | 16     |

Platzierungskriterien: 1. Punkte – 2. Direkter Vergleich (Punkte, Tordifferenz, geschossene Tore) – 3. Tordifferenz – 4. geschossene Tore

| (M) | amtierender bulgarischer Meister      |
| (P) | amtierender bulgarischer Pokalsieger  |
| (N) | Aufsteiger aus der Wtora liga 2020/21 |

### Kreuztabelle
Die Kreuztabelle stellt die Ergebnisse aller Spiele dieser Saison dar. Die Heimmannschaft ist in der linken Spalte, die Gastmannschaft in der oberen Zeile aufgelistet.
| 2021/22             | Arda Kardschali | Beroe Stara Sagora | Botew Plowdiw | Botew Wraza | Lewski Sofia | Lokomotive Plowdiw | Lokomotive Sofia | Ludogorez Rasgrad | Pirin Blagoewgrad | Slawia Sofia | Tscherno More Warna | Zarsko Selo Sofia |     | ZSKA 1948 Sofia |
| ------------------- | --------------- | ------------------ | ------------- | ----------- | ------------ | ------------------ | ---------------- | ----------------- | ----------------- | ------------ | ------------------- | ----------------- | --- | --------------- |
| Arda Kardschali     |                 | 1:0                | 0:2           | 3:2         | 0:0          | 5:1                | 1:1              | 0:4               | 3:0               | 1:1          | 0:3                 | 2:0               | 2:2 | 0:0             |
| Beroe Stara Sagora  | 1:1             |                    | 1:1           | 1:0         | 1:1          | 1:0                | 1:0              | 0:1               | 1:1               | 2:1          | 0:2                 | 1:0               | 0:0 | 1:0             |
| Botew Plowdiw       | 2:1             | 2:1                |               | 2:1         | 3:1          | 2:1                | 2:0              | 1:3               | 2:1               | 1:0          | 0:2                 | 2:1               | 2:0 | 3:1             |
| Botew Wraza         | 0:0             | 1:0                | 1:1           |             | 2:0          | 0:0                | 2:2              | 1:2               | 0:3               | 2:1          | 0:0                 | 0:0               | 2:4 | 0:4             |
| Lewski Sofia        | 0:2             | 2:1                | 2:0           | 0:0         |              | 2:1                | 1:0              | 2:4               | 3:0               | 1:2          | 2:0                 | 3:1               | 0:0 | 0:0             |
| Lokomotive Plowdiw  | 0:0             | 2:0                | 1:1           | 2:4         | 2:2          |                    | 2:1              | 1:3               | 2:1               | 0:1          | 1:1                 | 1:0               | 2:0 | 2:1             |
| Lokomotive Sofia    | 2:0             | 0:3                | 0:0           | 1:0         | 1:2          | 1:0                |                  | 2:4               | 2:1               | 1:0          | 0:3                 | 2:1               | 1:1 | 2:2             |
| Ludogorez Rasgrad   | 4:1             | 2:0                | 3:0           | 3:1         | 2:1          | 1:0                | 5:0              |                   | 3:5               | 3:1          | 2:0                 | 4:0               | 2:0 | 3:0             |
| Pirin Blagoewgrad   | 1:0             | 2:3                | 0:1           | 3:1         | 0:3          | 2:3                | 2:1              | 1:3               |                   | 0:0          | 2:2                 | 2:1               | 1:1 | 4:1             |
| Slawia Sofia        | 1:0             | 3:2                | 0:0           | 1:0         | 0:1          | 1:1                | 3:0              | 1:0               | 1:1               |              | 0:1                 | 0:0               | 2:3 | 2:1             |
| Tscherno More Warna | 2:0             | 1:0                | 2:0           | 5:0         | 1:0          | 0:0                | 1:1              | 1:2               | 1:1               | 1:1          |                     | 1:1               | 0:1 | 2:0             |
| Zarsko Selo Sofia   | 1:0             | 1:2                | 0:0           | 1:2         | 0:1          | 0:2                | 2:0              | 1:1               | 1:0               | 2:5          | 0:0                 |                   | 1:2 | 0:2             |
| ZSKA Sofia          | 2:1             | 1:0                | 3:2           | 4:0         | 2:1          | 1:3                | 2:0              | 1:0               | 1:0               | 1:1          | 2:0                 | 0:0               |     | 1:0             |
| ZSKA 1948 Sofia     | 2:3             | 1:0                | 2:2           | 5:1         | 0:2          | 4:0                | 1:1              | 2:0               | 1:0               | 1:1          | 2:3                 | 1:0               | 2:4 |                 |

## Platzierungsrunden

### Meisterschaftsrunde
Die sechs bestplatzierten Vereine der regulären Saison erreichten die Meisterschaftsrunde, in der es neben der Meisterschaft auch um die internationalen Plätze im Europapokal ging. Der Meister qualifizierte sich für die erste Qualifikationsrunde zur Champions League und der Vizemeister erreichte die Qualifikationsrunden der Europa Conference League. Der Drittplatzierte nahm an den Europa-Conference-League-Playoffs teil.
Gespielt wurde eine Einzelrunde zwischen den sechs Vereinen, wobei alle Ergebnisse aus der regulären Saison übertragen wurden.
| Pl. | Verein                | Sp. | S  | U  | N  | Tore    | Diff. | Punkte |
| --- | --------------------- | --- | -- | -- | -- | ------- | ----- | ------ |
| 1.  | Ludogorez Rasgrad (M) | 31  | 26 | 1  | 4  | 077:250 | +52   | 79     |
| 2.  | ZSKA Sofia (P)        | 31  | 16 | 10 | 5  | 042:310 | +11   | 58     |
| 3.  | Botew Plowdiw         | 31  | 15 | 8  | 8  | 043:300 | +13   | 53     |
| 4.  | Lewski Sofia          | 31  | 15 | 7  | 9  | 038:270 | +11   | 52     |
| 5.  | Tscherno More Warna   | 31  | 12 | 11 | 8  | 036:220 | +14   | 47     |
| 6.  | Slawia Sofia          | 31  | 9  | 10 | 12 | 035:380 | −3    | 37     |

| (M) | amtierender bulgarischer Meister      |
| (P) | amtierender bulgarischer Pokalsieger  |
| (N) | Aufsteiger aus der Wtora liga 2020/21 |

| 2022                | Ludogorez Rasgrad |     | Botew Plowdiw | Tscherno More Warna | Lewski Sofia | Slawia Sofia |
| ------------------- | ----------------- | --- | ------------- | ------------------- | ------------ | ------------ |
| Ludogorez Rasgrad   |                   | 5:0 | −             | 1:0                 | −            | 4:1          |
| ZSKA Sofia          | −                 |     | 0:0           | −                   | 0:0          | 3:1          |
| Botew Plowdiw       | 1:2               | −   |               | 1:0                 | −            | 2:1          |
| Tscherno More Warna | −                 | 0:0 | −             |                     | 0:1          | −            |
| Lewski Sofia        | 0:1               | −   | 2:0           | −                   |              | −            |
| Slawia Sofia        | −                 | −   | −             | 1:1                 | 1:2          |              |

### Europa-Conference-League-Runde
Die Teams auf den Plätzen 7 bis 10 der regulären Saison spielten eine weitere Doppelrunde untereinander aus, wobei alle Ergebnisse aus der Vorrunde übertragen wurden. Der Sieger der Gruppe trat gegen den Viertplatzierten aus der Meisterschaftsrunde an. Der Sieger aus diesem Spiel startete dann in der 2. Qualifikationsrunde der UEFA Europa Conference League 2022/23.
| Pl. | Verein             | Sp. | S  | U  | N  | Tore    | Diff. | Punkte |
| --- | ------------------ | --- | -- | -- | -- | ------- | ----- | ------ |
| 7.  | Beroe Stara Sagora | 32  | 11 | 8  | 13 | 030:330 | −3    | 41     |
| 8.  | ZSKA 1948 Sofia    | 32  | 11 | 8  | 13 | 051:450 | +6    | 41     |
| 9.  | Lokomotive Plowdiw | 32  | 9  | 11 | 12 | 036:430 | −7    | 38     |
| 10. | Arda Kardschali    | 32  | 8  | 11 | 13 | 038:510 | −13   | 35     |

| 2022               | Lokomotive Plowdiw | Beroe Stara Sagora | ZSKA 1948 Sofia | Arda Kardschali |
| ------------------ | ------------------ | ------------------ | --------------- | --------------- |
| Lokomotive Plowdiw |                    | 1:1                | 1:1             | 0:0             |
| Beroe Stara Sagora | 1:0                |                    | 1:0             | 2:2             |
| ZSKA 1948 Sofia    | 1:0                | 2:2                |                 | 5:1             |
| Arda Kardschali    | 4:4                | 1:0                | 3:6             |                 |

Playoff
| Datum                          |               | Ergebnis  |                    |
| ------------------------------ | ------------- | --------- | ------------------ |
| 28. Mai 2022, 18:30 Uhr (OESZ) | Botew Plowdiw | 2:1 (1:0) | Beroe Stara Sagora |

### Abstiegsrunde
Die vier schlechtstplatzierten Vereine der regulären Saison bildeten eine Gruppe, wobei sie eine weitere Doppelrunde untereinander ausspielten. Alle Ergebnisse aus der Vorrunde wurden übertragen. Der Sieger der Gruppe und der Zwölftplatzierte blieben auch im nächsten Saison in die Parwa Liga. Der Verein auf Platz 13 traf auf dem Vierten der Wtora Liga in einem Relegationsspiel, während der Letztplatzierte in die Wtora Liga abstieg. Der Sieger der Relegationsspiel qualifizierte sich für die Parwa liga, während die Verlierer in der Wtora liga spielen muss.
| Pl. | Verein                | Sp. | S | U  | N  | Tore    | Diff. | Punkte |
| --- | --------------------- | --- | - | -- | -- | ------- | ----- | ------ |
| 11. | Lokomotive Sofia (N)  | 32  | 8 | 10 | 14 | 027:460 | −19   | 34     |
| 12. | Pirin Blagoewgrad (N) | 32  | 9 | 6  | 17 | 040:530 | −13   | 33     |
| 13. | FC Botew Wraza        | 32  | 6 | 10 | 16 | 030:550 | −25   | 28     |
| 14. | Zarsko Selo Sofia     | 32  | 5 | 11 | 16 | 022:380 | −16   | 26     |

| (N) | Aufsteiger aus der Wtora liga 2020/21 |

| 2022              | Pirin Blagoewgrad | Lokomotive Sofia | Botew Wraza | Zarsko Selo Sofia |
| ----------------- | ----------------- | ---------------- | ----------- | ----------------- |
| Pirin Blagoewgrad |                   | 2:1              | 3:5         | 0:2               |
| Lokomotive Sofia  | 1:0               |                  | 1:0         | 0:0               |
| FC Botew Wraza    | 0:1               | 1:1              |             | 0:0               |
| Zarsko Selo Sofia | 3:0               | 1:1              | 1:1         |                   |

Abstiegsrelegation
Der Dreizehnte traf gegen den Vierten der Wtora liga an. Das Spiel fand auf neutralen Boden statt.
| Datum                            |                | Ergebnis  |                         | Stadion                                |
| -------------------------------- | -------------- | --------- | ----------------------- | -------------------------------------- |
| 27. Mai 2022 um 20:00 Uhr (OESZ) | FC Botew Wraza | 3:2 (0:0) | SFK Etar Weliko Tarnowo | Sofia (Aleksandar-Schalamanow-Stadion) |

Beide Vereine blieben in ihren jeweiligen Ligen.

## Torschützenliste
| Pl. | Spieler            | Mannschaft          | Tore |
| --- | ------------------ | ------------------- | ---- |
| 01. | Pieros Sotiriou    | Ludogorez Rasgrad   | 17   |
| 02. | Jordy Caicedo      | ZSKA Sofia          | 16   |
| 03. | Dimitar Iliew      | Lokomotive Plowdiw  | 13   |
| 03. | Iwajlo Tschotschew | ZSKA 1948 Sofia     | 13   |
| 05. | Jewhen Serdjuk     | Tscherno More Warna | 12   |
| 06. | Dorian Babunski    | Botew Wraza         | 10   |
| 06. | Bernard Tekpetey   | Ludogorez Rasgrad   | 10   |
| 08. | Galin Iwanow       | ZSKA 1948 Sofia     | 09   |
| 08. | Tonislaw Jordanow  | Arda Kardschali     | 09   |
| 08. | Georgi Mintschew   | Lokomotive Plowdiw  | 09   |
| 08. | Octávio            | Lokomotive Sofia    | 09   |
| 12. | Georgi Jomow       | ZSKA Sofia          | 08   |